# Heartbreak Weather (album)
Heartbreak Weather is het tweede studioalbum van singer-songwriter Niall Horan. Het album kwam uit op 13 maart 2020. Horan heeft tot nu toe vier singles uitgebracht; Nice to Meet Ya, Put a Little Love on Me, No Judgement, Black and White. Hij heeft nu de rest van de singles uitgebracht, in totaal staan er 14 liedjes op zijn album.

## Tracklist
| Nr.                                                            | Titel                   | Schrijver(s)                                                    | Producer(s)                     | Lengte |
| -------------------------------------------------------------- | ----------------------- | --------------------------------------------------------------- | ------------------------------- | ------ |
| 1                                                              | Heartbreak Weather      | Niall Horan, Julian Bunetta, Jamie Scott, John Ryan             | Bunetta                         | 3:20   |
| 2                                                              | Black and White         | Horan, Bunetta, Teddy Geiger, Alexander Izquierdo, Scott Harris | Bunetta, Geiger                 | 3:13   |
| 3                                                              | Dear Patience           | Horan, Bunetta, Ryan, Geiger, Harris                            | Ryan, Afterhrs                  | 3:14   |
| 4                                                              | Bend the Rules          | Horan, Bunetta, Ryan, Tobias Jesso Jr.                          | Bunetta                         | 3:54   |
| 5                                                              | Small Talk              | Horan, Daniel Bryer, Scott, Noah Conrad, Mike Needle            | Bryer, Scott, Conrad, Needle    | 3:17   |
| 6                                                              | Nice to Meet Ya         | Horan, Bunetta, Jesso Jr. Ruth-Anne Cunningham                  | Bunetta                         | 2:38   |
| 7                                                              | Put a Little Love on Me | Horan, Bryer, Scott, Needle                                     | Bryer, Scott, Needle            | 3:44   |
| 8                                                              | Arms of a Stranger      | Horan, Bryer, Scott, Needle                                     | Greg Kurstin                    | 2:40   |
| 9                                                              | Everywhere              | Horan, Ryan, Harris, Izquierdo, Bunetta                         | Ryan                            | 2:48   |
| 10                                                             | Cross Your Mind         | Horan, Ryan, Harris, Izquierdo, Geiger                          | Ryan, Geiger                    | 3:48   |
| 11                                                             | New Angel               | Horan, Kurstin, Maureen "Mozella" McDonald, Amy Allen           | Kurstin                         | 3:09   |
| 12                                                             | No Judgement            | Horan, Bunetta, Jesso Jr, Izquierdo, Ryan                       | Bunetta, Jesso Jr,              | 2:56   |
| 13                                                             | San Francisco           | Horan, Bunetta, Jesso Jr., Cunningham                           | Bunetta, Jesso Jr, Geiger       | 3:12   |
| 14                                                             | Still                   | Horan, Bryer, Scott, Needle                                     | Bryer, Scott, Needle            | 4:11   |
| Heartbreak Weather - Japanse en Target editie met bonus tracks |                         |                                                                 |                                 |        |
| 15                                                             | Dress                   | Horan, Kurstin, Julia Michaels                                  | Kurstin                         | 3:26   |
| 16                                                             | Nothing                 | Horan, Bunetta, Ryan, Jesso Jr.                                 | Bunetta, Jesso Jr. Jeff Gunnell | 2:45   |